# 黄可欣 (中国羽毛球运动员)
黄可欣（英語：Huang Ke Xin，2005年3月24日—），中国女子羽毛球运动员。

## 生涯
2022年9月，黃可欣首戰國際賽事為斯洛文尼亞青年國際賽，她分別與搭檔覃惠芷以及廖品逸各拿下女雙和混雙的亞軍。緊接著在一星期後的比利時青年國際賽，再度奪得女雙亞軍、並在混雙決賽因隊友沈烜垚/李茜退賽而成功登頂。10月，黃可欣跟隨國家隊出戰於西班牙桑坦德舉辦的世界青年羽毛球錦標賽。她與廖品逸傳進混雙決賽，並以1比2不敵隊友朱一珺/刘圣书，收穫亞軍。
2023年7月，黄可欣開始與朱一珺合作搭檔出戰於印尼日惹舉辦的亞洲青年羽毛球錦標賽混合雙打項目。他們一路殺進決賽，最後以2比0擊敗隊友廖品逸/张佳晗，奪得冠軍。10月，黃／朱再次在世界青年羽毛球錦標賽混雙決賽上對陣廖／張。這一次他們決戰三局，最後以10比21、21比16、22比24惜敗，屈居亞軍。
2024年8月，黃可欣與吴梦莹在中國寶雞大師賽上首次闖進超級100級別的女雙準決賽。最後，他們以1比2不敵鲍骊婧/唐睿芝，無緣決賽。

## 主要比賽成績
只列出曾進入準決賽的國際賽事成績：
| 年份                 | 賽事                 | 公開賽級別 | 項目     | 搭檔   | 成績   |
| -------------------- | -------------------- | ---------- | -------- | ------ | ------ |
| 2022年               | 世界青年羽毛球錦標賽 | 其他       | 混合雙打 | 廖品逸 | 亞軍   |
| 2023年               | 亞洲青年羽毛球錦標賽 | 其他       | 混合雙打 | 朱一珺 | 冠軍   |
| 2023年               | 世界青年羽毛球錦標賽 | 其他       | 混合團體 | －     | 冠軍   |
| 2023年               | 世界青年羽毛球錦標賽 | 其他       | 混合雙打 | 朱一珺 | 亞軍   |
| 2024年               | 中國寶雞羽毛球大師賽 | 超級100賽  | 女子雙打 | 吴梦莹 | 準決賽 |
| 2024年               | 西德·莫迪羽球國際賽  | 超級300賽  | 混合雙打 | 廖品逸 | 準決賽 |
| 2025年               |                      |            |          |        |        |
| 中國瑞昌羽毛球大師賽 | 超級100賽            | 混合雙打   | 廖品逸   | 準決賽 |        |

| 2018-2026年 | 總決賽 | 超級1000賽 | 超級750賽 | 超級500賽 | 超級300賽 | 超級100賽 | 國際挑戰賽 | 國際系列賽 | 未來系列賽 | 其他 |